# Dolna Oreahovița
Dolna Oreahovița (în bulgară Долна Оряховица) este un oraș în partea de nord a Bulgariei. Aparține de  Obștina Gorna Oreahovița, Regiunea Veliko Târnovo.

## Demografie
Componența etnică a orașului Dolna Oreahovița
     Romi (1,21%)
     Bulgari (88,32%)
     Nicio identificare (9,62%)
     Altele (1,04%)
La recensământul din 2011, populația orașului Dolna Oreahovița era de 2.971 locuitori. Din punct de vedere etnic, majoritatea locuitorilor (88,32%) erau bulgari, cu o minoritate de romi (1,21%). Pentru 9,62% din locuitori nu este cunoscută apartenența etnică.